# Grand Prix cycliste de Québec
Le Grand Prix cycliste de Québec est une course cycliste d'un jour réservée aux professionnels, qui se déroule à Québec au Canada, pour la première fois en 2010. Cette course est inscrite au programme du ProTour et au Calendrier mondial UCI dès sa création, puis de l'UCI World Tour à partir de 2011. Elle a lieu deux jours avant le Grand Prix cycliste de Montréal.
Les éditions 2020 et 2021 sont annulées en raison de la pandémie de Covid-19 au Québec.

## Palmarès

### Podiums
| Année     | Vainqueur,                                       | Deuxième                                         | Troisième                                        |
| --------- | ------------------------------------------------ | ------------------------------------------------ | ------------------------------------------------ |
| 2010      | Thomas Voeckler                                  | Edvald Boasson Hagen                             | Robert Gesink                                    |
| 2011      | Philippe Gilbert                                 | Robert Gesink                                    | Rigoberto Urán                                   |
| 2012      | Simon Gerrans                                    | Greg Van Avermaet                                | Rui Costa                                        |
| 2013      | Robert Gesink                                    | Arthur Vichot                                    | Greg Van Avermaet                                |
| 2014      | Simon Gerrans                                    | Tom Dumoulin                                     | Ramūnas Navardauskas                             |
| 2015      | Rigoberto Urán                                   | Michael Matthews                                 | Alexander Kristoff                               |
| 2016      | Peter Sagan                                      | Greg Van Avermaet                                | Anthony Roux                                     |
| 2017      | Peter Sagan                                      | Greg Van Avermaet                                | Michael Matthews                                 |
| 2018      | Michael Matthews                                 | Greg Van Avermaet                                | Jasper Stuyven                                   |
| 2019      | Michael Matthews                                 | Peter Sagan                                      | Greg Van Avermaet                                |
| 2020-2021 | Non disputé en raison de la pandémie de Covid-19 | Non disputé en raison de la pandémie de Covid-19 | Non disputé en raison de la pandémie de Covid-19 |
| 2022      | Benoît Cosnefroy                                 | Michael Matthews                                 | Biniam Girmay                                    |
| 2023      | Arnaud De Lie                                    | Corbin Strong                                    | Michael Matthews                                 |
| 2024      | Michael Matthews                                 | Biniam Girmay                                    | Rudy Molard                                      |

### Vainqueurs multiples
Mis à jour après l'édition 2024.
| Nombre de victoires | Coureur          | Nationalité | Années           |
| ------------------- | ---------------- | ----------- | ---------------- |
| 3                   | Michael Matthews | Australie   | 2018, 2019, 2024 |
| 2                   | Simon Gerrans    | Australie   | 2012, 2014       |
| 2                   | Peter Sagan      | Slovaquie   | 2016, 2017       |

### Autres récompenses
| Année | Meilleur grimpeur  | Meilleur canadien |
| ----- | ------------------ | ----------------- |
| 2010  | Jakob Fuglsang     | Ryder Hesjedal    |
| 2011  | Jesús Herrada      | Michael Barry     |
| 2012  | Bruno Langlois     | François Parisien |
| 2013  | Tiago Machado      | Ryder Hesjedal    |
| 2014  | David Tanner       | Ryan Anderson     |
| 2015  | Ryan Roth          | Ryder Hesjedal    |
| 2016  | Gianni Moscon      | Guillaume Boivin  |
| 2017  | Lukas Pöstlberger  | Guillaume Boivin  |
| 2018  | Peter Kennaugh     | Guillaume Boivin  |
| 2019  | Julian Alaphilippe | Hugo Houle        |
| 2020  | n/a                | n/a               |
| 2021  | n/a                | n/a               |
| 2022  | Benoît Cosnefroy   | Guillaume Boivin  |
| 2023  | Neilson Powless    | Guillaume Boivin  |
| 2024  | Tadej Pogačar      | Guillaume Boivin  |